# Бадридзе, Илья Георгиевич
Илья Георгиевич Бадридзе (груз. ბადრიძე ილია გიორგის ძე, 1878, Телави, Кавказское наместничество — 19 августа 1937, Тбилиси) — грузинский политик, член Учредительного собрания Грузии (1919—1921).

## Биография
Получил домашнее образование.

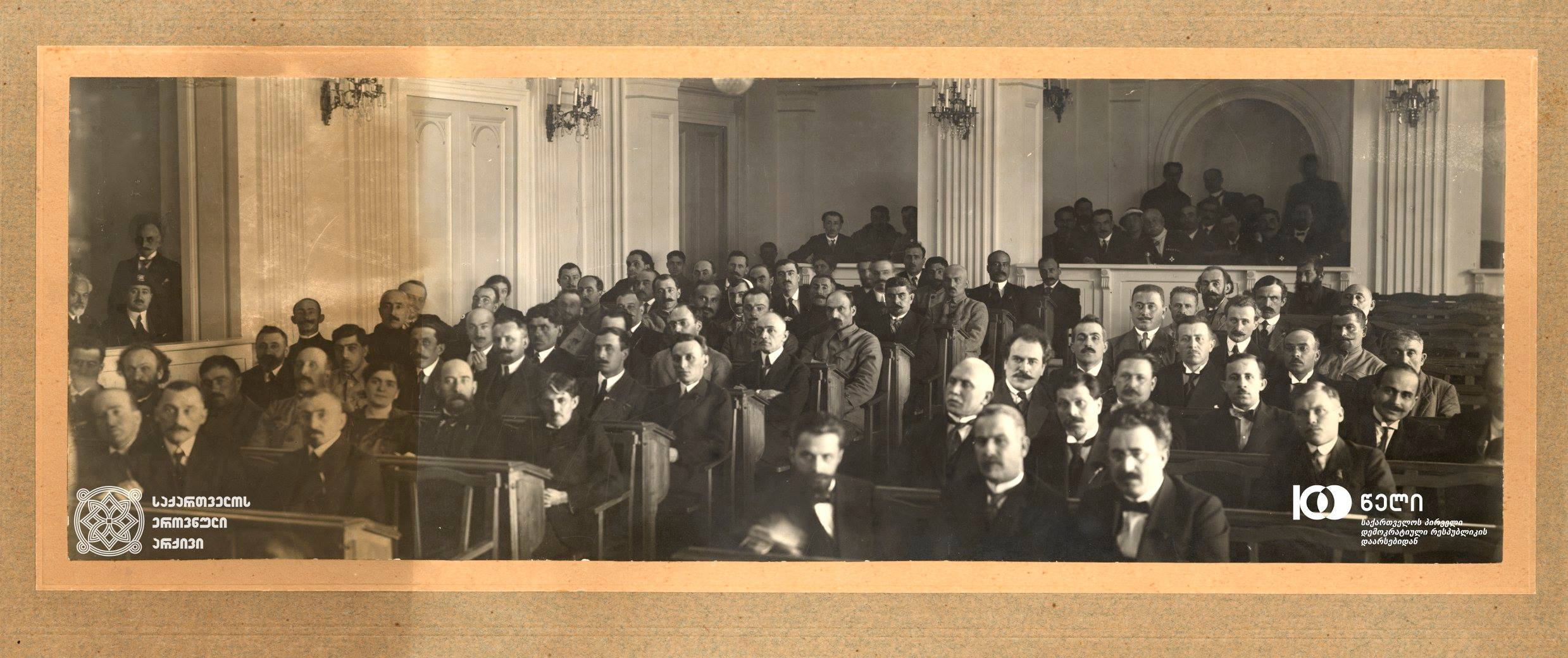
Учредительное собрание Грузии. Бадридзе, левая сторона, в последних рядах

В возрасте 14 лет приехал из Кахетии в Тифлис, устроился рабочим. С 1896 года был вовлечён в работу социал-демократических кружков. В 1902 году избран из 2-го округа членом комитета РСДРП Тифлиса. Участвовал в организации нелегальных типографий. Был активным участником революционных событий 1905 года в Тифлисе.
7 сентября 1911 года был арестован в Баку, через три месяца переведён в тюрьму Метехи. В 1913 году по приговору получил бессрочную ссылку в Сибирь, жил в селе Николаевка Канского уезда Енисейской губернии.
Вернулся на родину после февральской революции 1917 года. В 1917 году избран членом Тифлисского совета депутатов рабочих и солдат, в том же году — членом Национального совета Грузии. 
26 мая 1918 года подписал Декларацию независимости Демократической Республики Грузия. Член парламента Демократической Республики Грузии. 12 марта 1919 года избран членом Учредительного собрания Демократической Республики Грузия по списку Социал-демократической партии Грузии. 
В 1921 году, после советизации Грузии, остался на родине. Отошёл от политической деятельности из-за проблем со здоровьем. Был арестован 26 декабря 1921 года, но вскоре освобождён. 
Позже жил и работал в Тбилиси. Вновь арестован во время большого террора 1937—1938 годов и приговорен к смертной казни 19 августа 1937 года.